# Rainer Gerlach (Synchronsprecher)
Rainer Gerlach (* 1949) ist ein deutscher Schauspieler und Synchron- und Hörspielsprecher sowie Dialogregisseur.

## Werdegang
Gerlach absolvierte von 1968 bis 1971 seine Schauspielausbildung bei Ilse Voigt in Magdeburg, daneben absolvierte er seine Abschlussprüfung an der Berliner Schauspielschule (heute: Ernst-Busch-Hochschule). Nebenbei absolvierte er von 1967 bis 1971 sein Studium der Theaterwissenschaften an der Humboldt-Universität zu Berlin. Ab 1971 war er als Schauspieler, Regisseur und Dramaturg an den Bühnen der Stadt Magdeburg tätig. 1978 bis 1979 war er Schauspieler und Abendspielleiter am Theater der Freundschaft in Berlin, 1979 bis 1981 Oberspielleiter und Schauspieler am Theater der Altmark in Stendal und 1988 bis 1995 Direktor, Regisseur und Schauspieler der Klassik-Tournee-Berlin. 2003 gründete er gemeinsam mit Reinhard Kuhnert TheaterComedia und leitete diese bis 2007. Neben unterschiedlichen Rollen in Filmen und TV-Serien, wie z. B. Derek Jacobi in The King’s Speech und My Week with Marilyn, ist Gerlach auch regelmäßig in Beiträgen der Sendungen von Joko und Klaas zu hören.
Gerlach synchronisierte schon mit fünf Jahren erste Kinderrollen. Er führt seit 1977 auch regelmäßig Dialogregie und ist 1. Vorsitzender der Curt-Goetz-Gesellschaft e. V.
Seltener tritt Gerlach im Hörspiel auf. So war er vereinzelt an Folgen des Gruselkabinett von Titania Medien beteiligt. Sein Debüt als Sprecher  in der Hörspielreihe gab er 2015 in der Geschichte Allerseelen nach Edith Wharton. Danach folgten dort weitere Rollen sowie ein Auftritt in der Reihe Sherlock Holmes. Seit 2020 spricht er mit dem Grafen eine der tragenden Rollen in der phantastischen Hörspielreihe Howard Phillips Lovecraft – Chroniken des Grauens von Markus Winter.

## Sprechrollen (Auswahl)

### Filme
- 2007: Ian Harcourt in Mein Freund, der Wasserdrache als Jimmy McGarry
- 2007: Garry Chalk in Barbie als die Prinzessin der Tierinsel als Frank/Kevin
- 2008: Michael Dobson in Barbie und das Diamantschloss als Gastwirt
- 2008: Fabrice Grover in Barbie in: Eine Weihnachtsgeschichte als Heimleiter
- 2009: Garrick Hagon in Blut, Schweiß und Tränen als Harry Hopkins
- 2010: Graham Seed in Wild Target – Sein schärfstes Ziel als Gutachter
- 2011: Samir Awad in Wer weiß, wohin? als Priester
- 2011: Bernard Menez in Das verflixte 3. Jahr als Marcs Vater
- 2011: in Haus der Sünde als Doktor
- 2012: Al Dubois in Upside Down als Nachrichtensprecher
- 2012: Julian Glover in U.F.O. als John Jones
- 2012: Paolo de Vita in To Rome with Love als Leopoldos Kollege Nick
- 2012: Michael Byrne in Quartett als Frank White
- 2012: Hugh T. Farley in The Place Beyond the Pines als Senator
- 2012: Jean-François Balmer in In ihrem Haus als Schuldirektor
- 2012: Roberto Citran in Ihr Name war Maria als Joachim
- 2012: in Angels’ Share – Ein Schluck für die Engel als Richter
- 2014: Stan Lee in Stan Lee’s Mighty 7 als Stan Lee
- 2014: Richard Green in The Rover als Ladenbetreiber
- 2014: Richard Bremmer in Mr. Turner – Meister des Lichts als George Jones
- 2015: Richard Jackson in I Saw the Light als Boyette
- 2015: Bill Paterson in High-Rise als Mercer
- 2018: John Ratzenberger in Wuff Star: Rund um die Welt als Grandpa Growl
- 2018: Robert Forster in What They Had als Burt
- 2018: James Cosmo in Outlaw King als Robert Bruce Sr.
- 2018: Karl Johnson in King Lear als Fool
- 2018: Edward Fox in Johnny English – Man lebt nur dreimal als Agent Nine
- 2018: Ron Cephas Jones in The Holiday Calendar als Gramps
- 2019: Stephen McHattie in Rabid als Dr. Keloid
- 2019: Lewis Black in The Last Laugh als Max Becker
- 2022: Sinai Peter in Nicht ganz koscher als Yechiel
- 2022: Michael McKean in Jerry und Marge – Die Lottoprofis als Howard
- 2023: Kelsang Choejay in Was will der Lama mit dem Gewehr? als Lama

### Fernsehserien
- 1997–2007: Bill Dow in Stargate – Kommando SG-1 als Dr. Bill Lee
- 2013–2014: Roger Carel in Es war einmal … unsere Erde als Maestro
- 2013–2015: Timothy Webber in Cedar Cove – Das Gesetz des Herzens als Moon
- 2013–2016: José Sacristán in Velvet als Don Emilio
- 2018: Jim Conrad in Ninjago als Der Erste Spinjitzu-Meister (1. Stimme)
- 2019: Michael Donovan in Ninjago als Der Polizeichef (Staffel 10; Vertretung für Jürgen Kluckert)

### Hörspiele
- 2017: Gruselkabinett – 122: Die Insel des Dr. Moreau (als Affenmensch)
- 2019: Die drei ??? Kids – 24 Tage im Weihnachtszirkus (als Eduardo Piccolino)

## Privat
Gerlach ist der Sohn von Margot Spielvogel, die früher für die DEFA Dialogbücher schrieb und -regie führte. Er lebt mit seiner Frau Beate Gerlach in Berlin.